# Keyport
Keyport é um distrito localizado no estado americano de Nova Jérsei, no Condado de Monmouth.

## Demografia
Segundo o censo americano de 2000, a sua população era de 7568 habitantes.
Em 2006, foi estimada uma população de 7471, um decréscimo de 97 (-1.3%).

## Geografia
De acordo com o United States Census Bureau tem uma área de
3,7 km², dos quais 3,7 km² cobertos por terra e 0,0 km² cobertos por água. Keyport localiza-se a aproximadamente 48 m acima do nível do mar.

## Localidades na vizinhança
O diagrama seguinte representa as localidades num raio de 4 km ao redor de Keyport.